# 할아버지의 여행
할아버지의 여행(Grandfather's Journey)은 Allen Say 작가의 어린이 그림책이다. 이야기는 할아버지의 일본과 미국 사이의 이민을 설명하는 세이의 관점에서 진행된다. 이후 세이의 할아버지는 일본으로 돌아간다.
Houghton Mifflin 이 출간한 이 책은 비평가들과 평론가들로부터 호평을 받았으며 Say는 1994년 삽화 부문에서 Caldecott 메달을 받았다. Grandfather's Journey는 종종 AAPI 표현에서 문화적으로 중요한 작품으로 인용됩다. 2008년 Weston Woods Studios, Inc.는 BD Wong이 해설을 맡은 이 책을 바탕으로 영화를 제작했다.
그는 어릴 적 할아버지와 함께 미국과 일본을 왔다갔다하며 자신의 길을 따라가는 이야기를 담고 있다. 책의 그림과 문장들은 작가의 내러티브 스타일을 통해 일본과 미국 사이의 갈등, 변화, 그리고 그 사이에서 찾아오는 감정적인 여행을 표현하였다.
"Grandfather's Journey"는 그림과 텍스트의 아름다운 조화, 그리고 이민과 문화의 다양성에 대한 중요성을 강조하는 책으로 알려져 있다. 이 책은 Caldecott Medal을 수상하였으며, 독특한 예술적 스타일과 감동적인 이야기로 독자들에게 사랑을 받았다.

## 구성
메이지 시대 일본에서 온 청년이 태평양을 건너 미국을 탐험한다. 그는 그가 본 모든 장소 중에서 아름다운 시에라 산맥 때문에 해안 캘리포니아를 가장 좋아한다.
딸이 커가는 모습을 지켜보며 남자는 자신의 어린 시절에 대한 향수로 가득 차게 된다. 그는 결국 딸이 거의 성장했을 때 가족을 일본으로 데려가기로 결정한다.
남자는 옛 친구들을 다시 만나 반갑지만, 평생을 도시에서 살아온 딸을 만족시키기 위해 자신이 자란 마을에서 가까운 도시로 이사한다. 그녀는 결국 결혼하여 이야기의 화자인 아들을 낳는다. 
그는 손자와 함께 입양된 나라를 다시 보기 위한 여행을 계획하지만 제2차 세계 대전의 결과로 다시는 캘리포니아를 볼 기회를 얻지 못한다. 

## 반응
비평가들은 이 책의 텍스트가 "직접적이고 서정적인 내러티브"이며 젊은 청중을 위한 "단순한 텍스트"를 감안할 때 접근 가능성을 언급하면서 칭찬했다. "Grandfather's Journey"는 Allen Say의 할아버지가 일본에서 미국으로 이민한 경험과 작가의 아버지가 미국에서 자랐지만 일본 문화에 대한 동경과 이야기를 담고 있다. 이 책은 가족, 이동, 이민, 국가적 정체성과 같은 주제를 탐구하며, 캘리포니아와 일본을 넘나드는 작가의 가족 이야기를 통해 두 문화 간의 갈등과 연결점을 다룬다. 작가인 Allen Say는 책 속에서 자신의 가족과 루트를 따라 다니면서 여러 도시들을 방문하는 이야기를 전개한다. 그는 산프란시스코, 로스앤젤레스, 뉴욕과 같은 미국 도시와 동경, 쿄토, 도쿄와 같은 일본 도시를 여행하며 그들의 아름다움과 차이를 발견하고 느낀다. "Grandfather's Journey"는 Allen Say가 자신의 가족 이야기를 그림과 텍스트를 통해 전달하는데, 이는 그의 자기 수용과 자아 정체성을 찾는 여정을 반영하고 있다. 책은 이민 경험의 복잡성과 이중적인 정체성을 탐구하며, 작가가 자신의 일본 문화와 미국 문화 사이에서 어떻게 왔다갔다하며 성장했는지를 보여준다.
Publishers Weekly는 세이의 그림과 "세심하게 보존된 가족 앨범"을 연상시키는 "세피아 톤"을 인용했다. 또 다른 평론가는 책에 나오는 세이의 초상화가 독자들이 그림 뒤에 숨겨진 이야기에 대한 자신만의 해석과 가능성을 창조하도록 초대한다고 언급한다. 이 책은 1994년 세이의 "가장 호평을 받고 인기 있는 책" 중 하나로 칼데콧 상을 받았다.

## 문화적 영향 및 관련성
많은 학자와 평론가가 Grandfather's Journey 의 이민자 경험에 대한 포용성과 포괄성을 인용한다. 이 책은 또한 인종적 다양성과 "보편적으로 공유되는 감정"에 초점을 맞춘 것으로도 유명하다. 또한 Grandfather's Journey 와 같은 작품은 "유해하고 부정확한 고정관념을 강화"하는 것으로 널리 알려진 장르와 "모범 소수자" 또는 아시아계 미국인 이민자들이 동화되기 위해 고군분투한다는 개념과 같은 비유 속에서 아시아인과 아시아계 미국인의 경험을 다룬다."Grandfather's Journey"은 Allen Say가 쓴 동화 그림책으로, 1994년에 출간되었다. 이 책은 작가인 Allen Say의 아버지와 할아버지의 이민 경험을 바탕으로 한 이야기를 다루고 있다. 책은 그림과 텍스트를 조화롭게 사용하여 독자들에게 감동적인 이야기를 전달한다.
"Grandfather's Journey"는 이민과 이중 정체성에 대한 이야기를 통해 사람들이 어떻게 자신의 과거와 현재를 통합하고 자아를 형성하는지에 대한 중요한 메시지를 전달한다. 작가의 할아버지와 아버지, 그리고 작가 자신의 여행과 이야기를 통해 독자들은 자신의 가족과 문화적인 배경과 연결점을 찾을 수 있을 뿐만 아니라, 다양성과 상호 이해의 중요성을 깨닫게 될 수 있다.
"Grandfather's Journey"는 삶의 여정과 아이덴티티 형성에 대한 아름다운 이야기로서, 어린 독자들과 어른들에게 모두 권장되는 동화 그림책이다.
최근의 연구에 따르면 2007년과 2017년 사이에 아시아계 미국인 커뮤니티에 관한 아동 도서의 수와 "아시아계 미국인의 다양성"이 모두 개선되었다. 아동 문학 평론가이자 리소스 제공업체인 Gathering Books는 "아시아 문학 축제 및 이민 경험" 추천 항목에 Grandfather's Journey를 포함한다.